# Grimstorp
Grimstorp är en tätort i Nässjö kommun i Jönköpings län.
Grimstorp är Södra stambanans högst belägna stationsort (290 m ö.h.). 

## Historia
Södra stambanan öppnades för trafik 1864, men först 1875 fick man en station i Grimstorp. Tågen slutade göra uppehåll vid Grimstorp 1969.
En träbaserad industri i Grimstorp var fram till 1950-talets slut impregnering med kreosot av järnvägsslipers och telefonstolpar i en mobil impregneringsanläggning som låg nära samhället och vid Lillsjöns norra ände. Verksamheten medförde en stark förorening av marken (och sjön) med s.k. CCA-ämnen (koppar, krom, arsenik) och polyaromatiska kolväten, PAH. Sedan 2005 pågår efterbehandling (sanering) av området genom Nässjö kommun.

### Befolkningsutveckling
| Befolkningsutvecklingen i Grimstorp 1950–2020           | Befolkningsutvecklingen i Grimstorp 1950–2020 | Befolkningsutvecklingen i Grimstorp 1950–2020 | Befolkningsutvecklingen i Grimstorp 1950–2020 | Befolkningsutvecklingen i Grimstorp 1950–2020 |
| ------------------------------------------------------- | --------------------------------------------- | --------------------------------------------- | --------------------------------------------- | --------------------------------------------- |
|                                                         |                                               |                                               |                                               |                                               |
| År                                                      |                                               |                                               | Folkmängd                                     | Areal (ha)                                    |
| 1950                                                    | 1950                                          |                                               | 264                                           | ##                                            |
| 1960                                                    | 1960                                          |                                               | 233                                           |                                               |
| 1965                                                    | 1965                                          |                                               | 279                                           |                                               |
| 1970                                                    | 1970                                          |                                               | 326                                           |                                               |
| 1975                                                    | 1975                                          |                                               | 373                                           |                                               |
| 1980                                                    | 1980                                          |                                               | 468                                           |                                               |
| 1990                                                    | 1990                                          |                                               | 464                                           | 49                                            |
| 1995                                                    | 1995                                          |                                               | 452                                           | 49                                            |
| 2000                                                    | 2000                                          |                                               | 401                                           | 45                                            |
| 2005                                                    | 2005                                          |                                               | 385                                           | 45                                            |
| 2010                                                    | 2010                                          |                                               | 344                                           | 45                                            |
| 2015                                                    | 2015                                          |                                               | 341                                           | 49                                            |
| 2020                                                    | 2020                                          |                                               | 336                                           | 49                                            |
| Anm.: ## Som tätort/befolkningsagglomeration 1920–1950. |                                               |                                               |                                               |                                               |